# Adersbach (Duitsland)
Adersbach is een plaats in het noordoosten van de Duitse gemeente Sinsheim, deelstaat Baden-Württemberg, en telt, volgens de website van de gemeente Sinsheim, 626 inwoners (31 december 2021).
Het in het noorden en westen door bossen omgeven dorpje ligt op een heuvelhelling in de streek Kraichgau. Adersbach is rijk aan schilderachtige, oude vakwerk- en andere huizen. Zie onderstaande afbeeldingen.
Voor geschiedkundige informatie zie de in het kader vermelde pagina op de website van de gemeente Sinsheim, en verder onder Sinsheim en Kraichgau. 
In 1016 wordt Adersbach voor het eerst als "Adenesbach" in een document vermeld. Tot de steeds wisselende adellijke geslachten, die het dorp bestuurden, behoorden de baronnen Von Gemmingen, die in 1630 het nog bestaande Herrschaftshaus lieten bouwen. In de 18e eeuw viel Adersbach onder het zogenaamde Ritterkanton Kraichgau, en vanaf 1806 onder het Groothertogdom Baden. Adersbach was tot plm. 1965 een vrij arm en onbelangrijk boerendorpje met slechts enkele honderden inwoners. Daarna groeide het, door nieuwbouwwijken voor woonforensen,  mensen die een baan in een grotere plaats in de omgeving hebben, tot de huidige omvang.

## Afbeeldingen

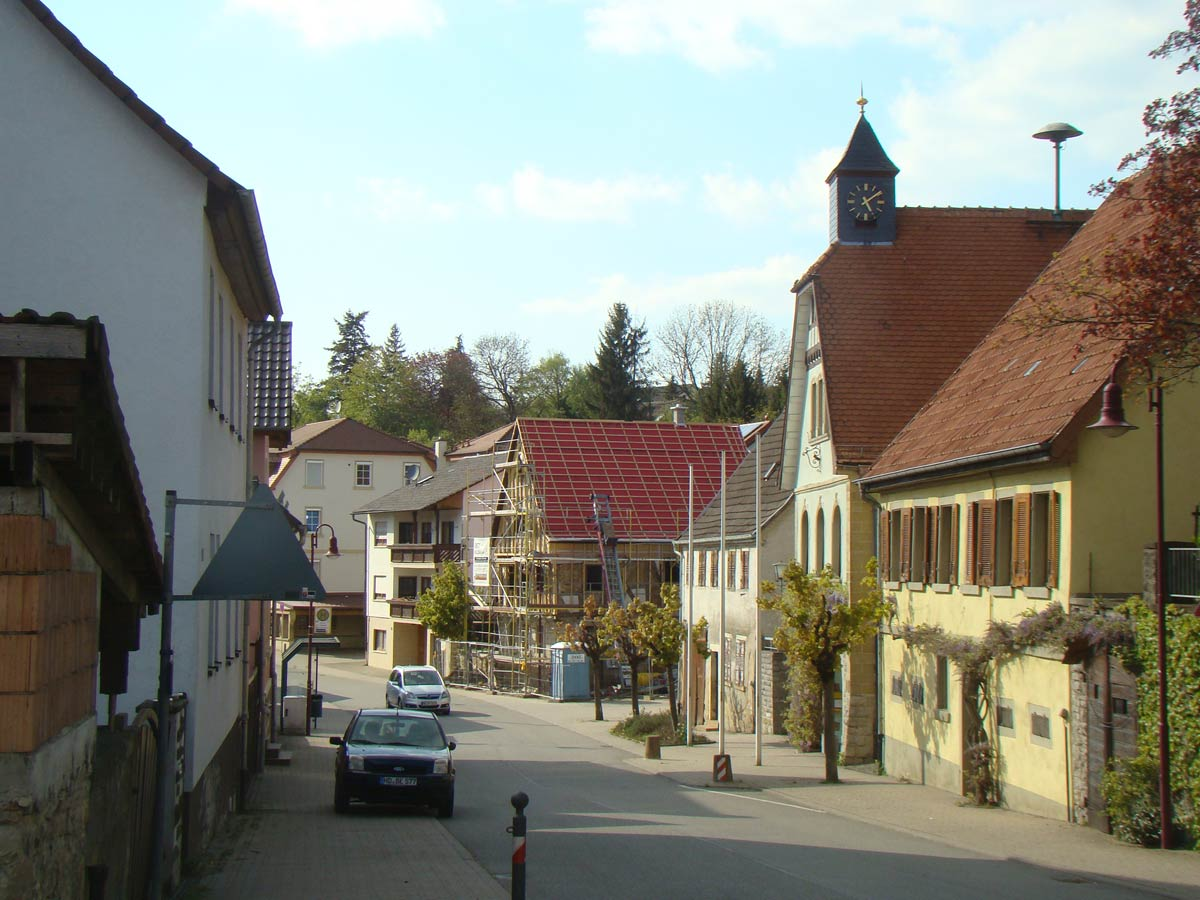
Dorpsgezicht
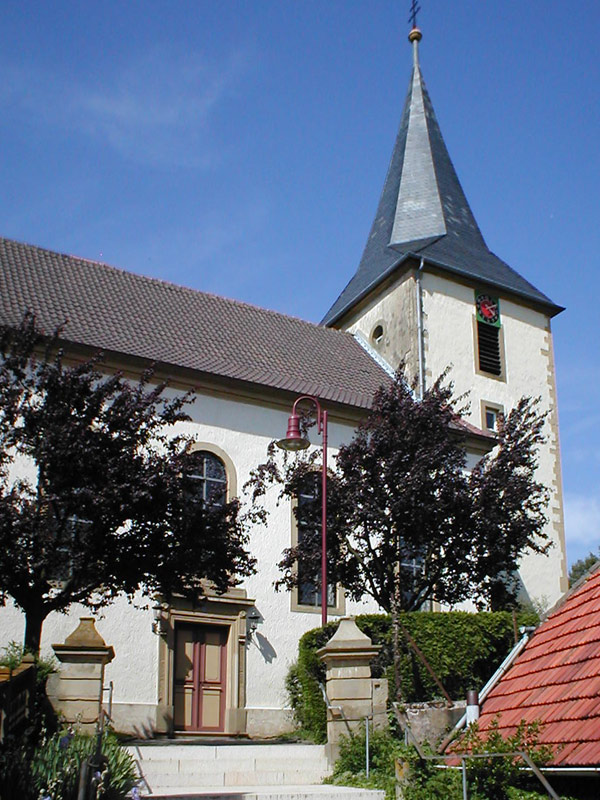
Evangelische, eind 18e-eeuwse dorpskerk
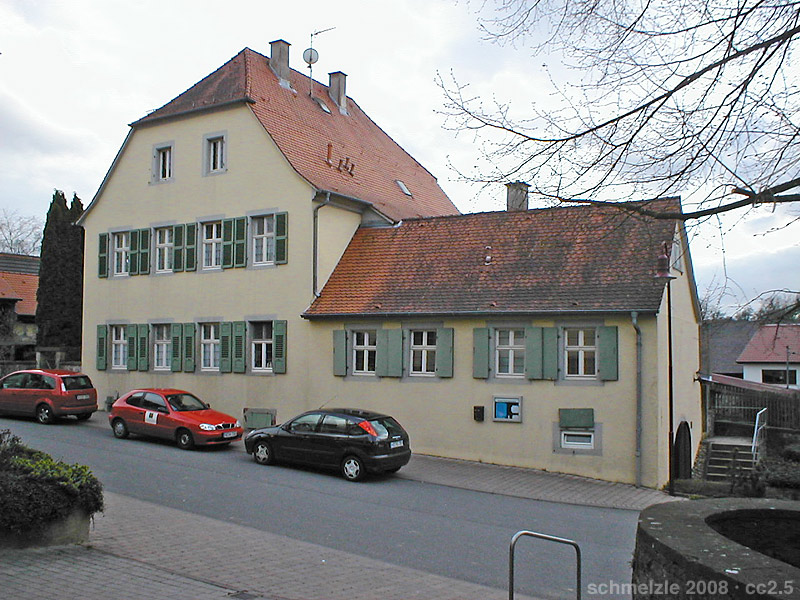
Pastorie (ca. 1755)
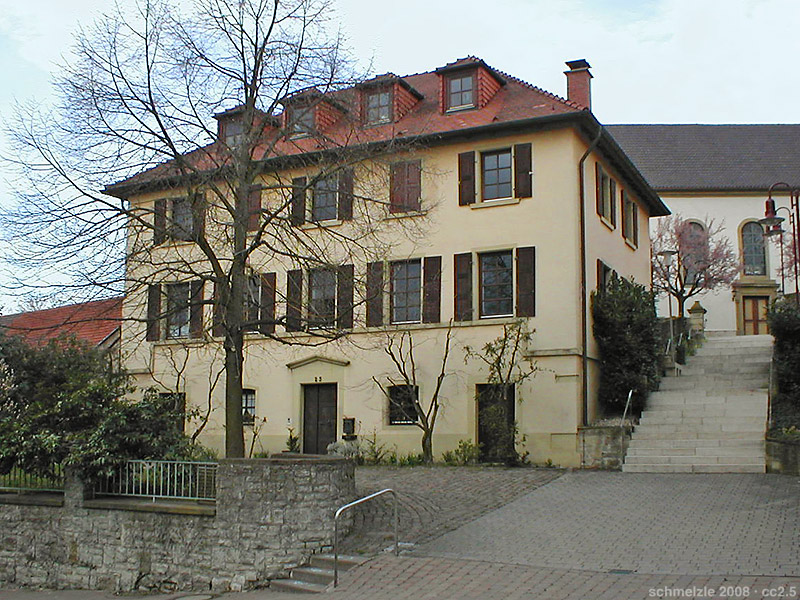
Voormalig schoolgebouw (ca. 1850)
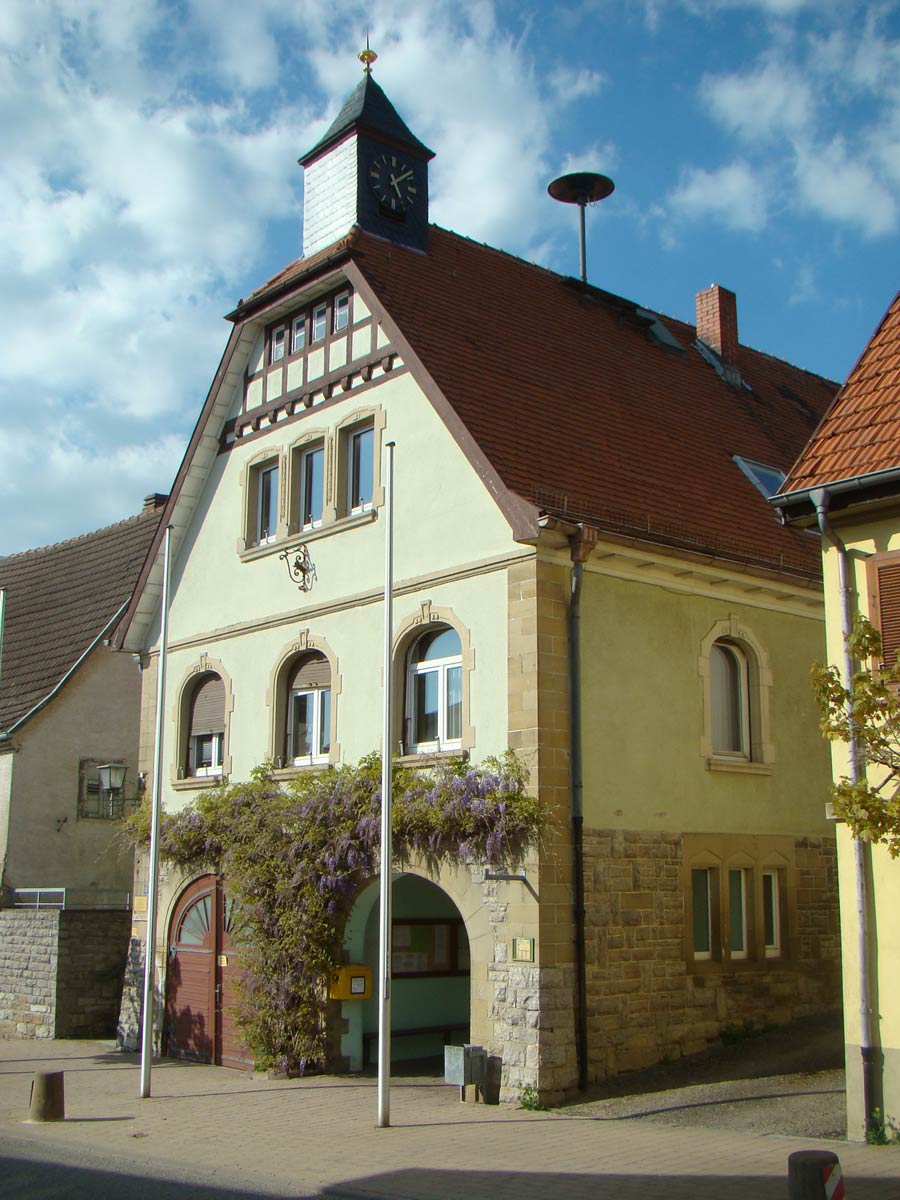
Voormalig gemeentehuis (1912)
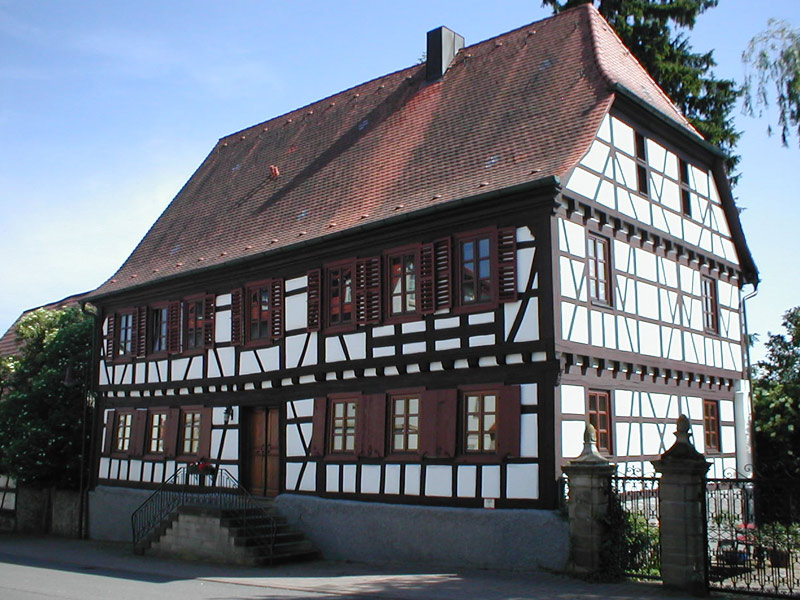
Vakwerkhuis (1630) in Adersbach (z.g. Herrschaftshaus)
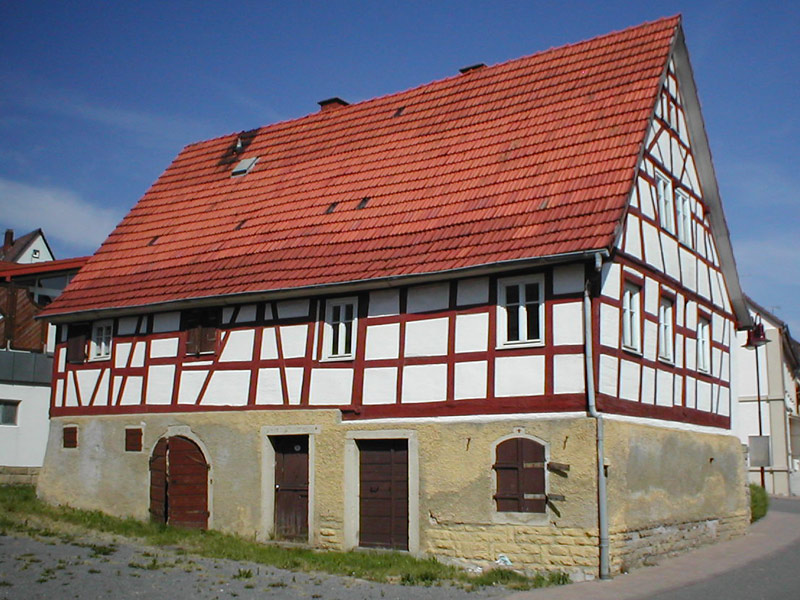
Huis aan de Mittelstraße
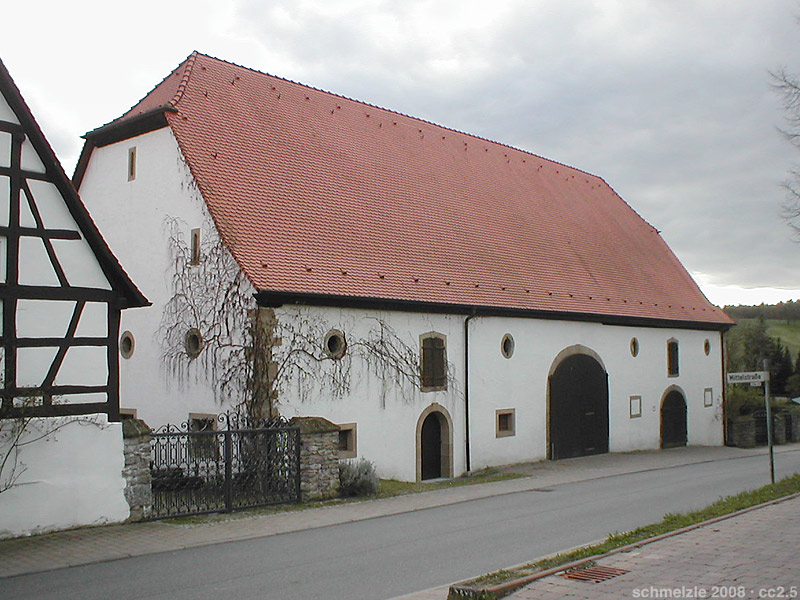
Tiendschuur
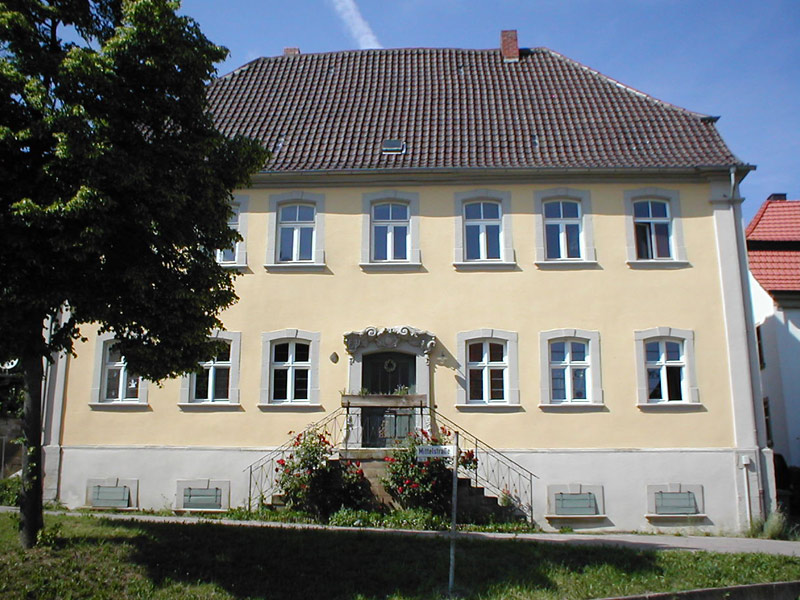
Herenhuis Zur Sonne (1767)

Adersbach · Dühren · Ehrstädt · Eschelbach · Hasselbach · Hilsbach · Hoffenheim · Sinsheim · Reihen · Rohrbach · Steinsfurt · Waldangelloch · Weiler